# Haworthia cooperi
Haworthia cooperi är en grästrädsväxtart som beskrevs av John Gilbert Baker. Haworthia cooperi ingår i släktet Haworthia och familjen grästrädsväxter.

## Underarter
Arten delas in i följande underarter:

- H. c. cooperi
- H. c. dielsiana
- H. c. doldii
- H. c. gordoniana
- H. c. leightonii
- H. c. pilifera
- H. c. truncata
- H. c. venusta

## Bilder

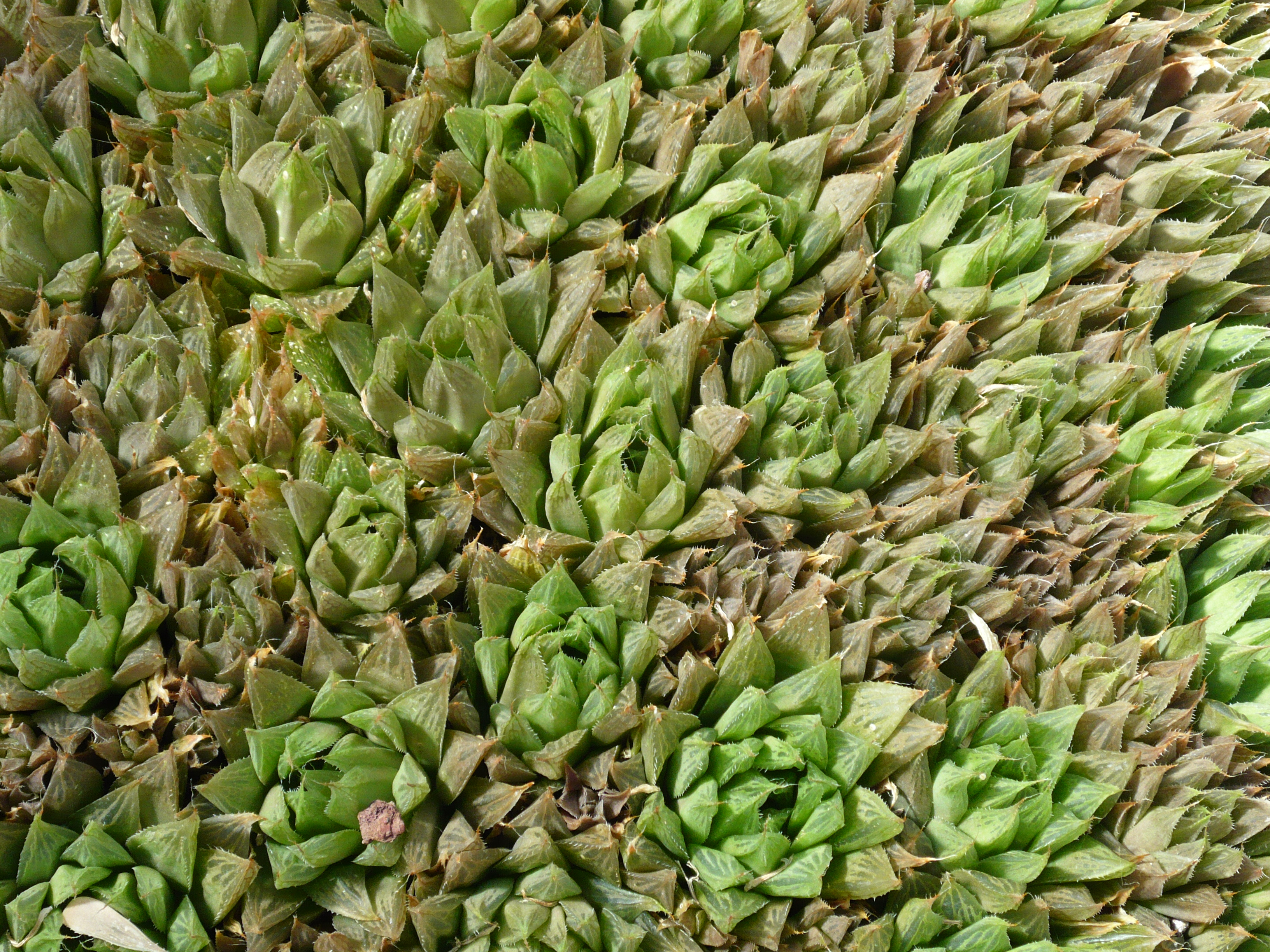
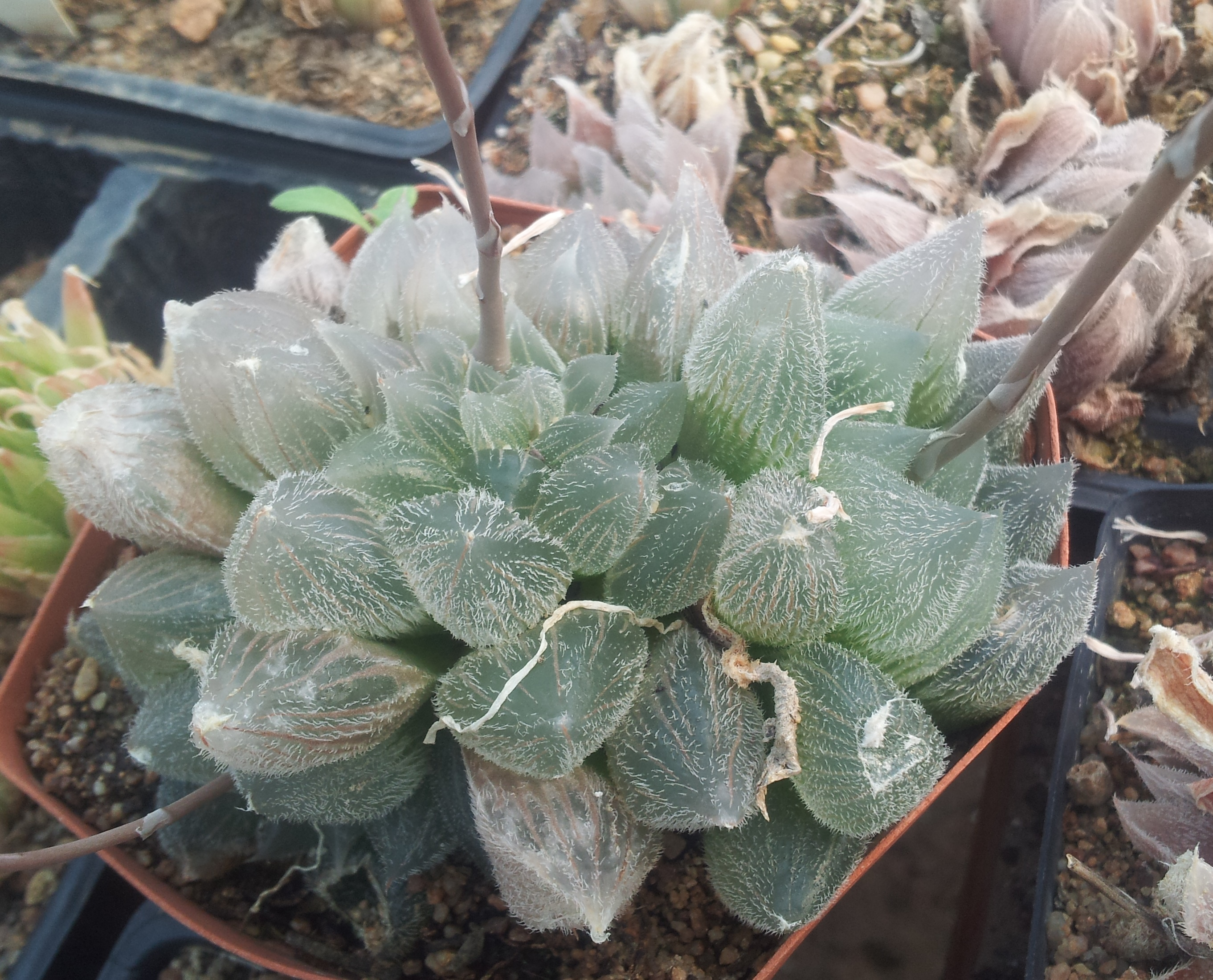
H. c. venusta
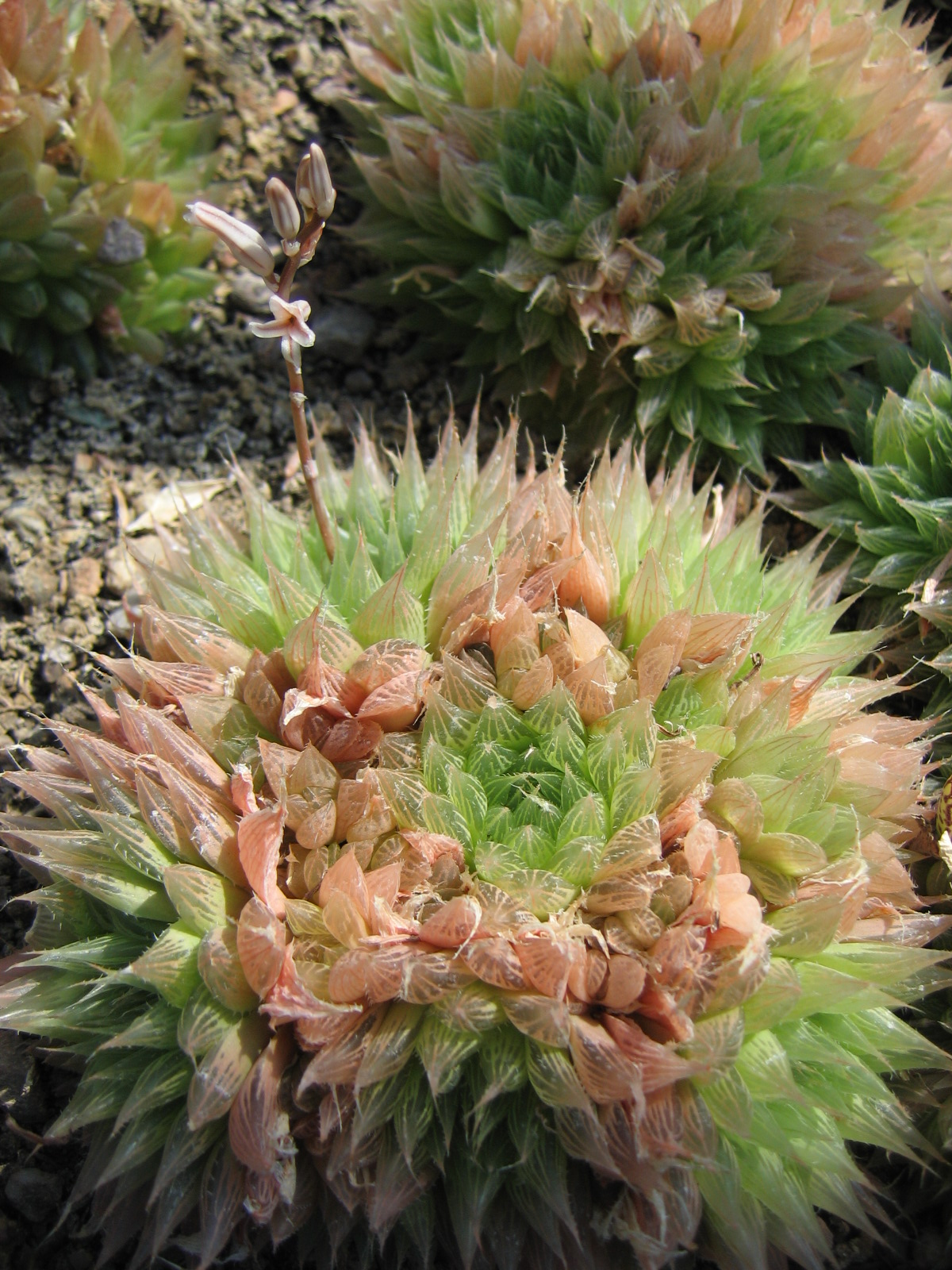
H. c. pilifera
Haworthia cooperi var. truncata